# Severînivka, Manevîci
Severînivka (în ucraineană Северинівка) este un sat în comuna Kuklî din raionul Manevîci, regiunea Volînia, Ucraina.

## Demografie
Componența lingvistică a localității Severînivka
     Ucraineană (99,6%)
     Alte limbi (0,4%)
Conform recensământului din 2001, majoritatea populației localității Severînivka era vorbitoare de ucraineană (99,6%), existând în minoritate și vorbitori de alte limbi.